# Museum Boijmans Van Beuningen

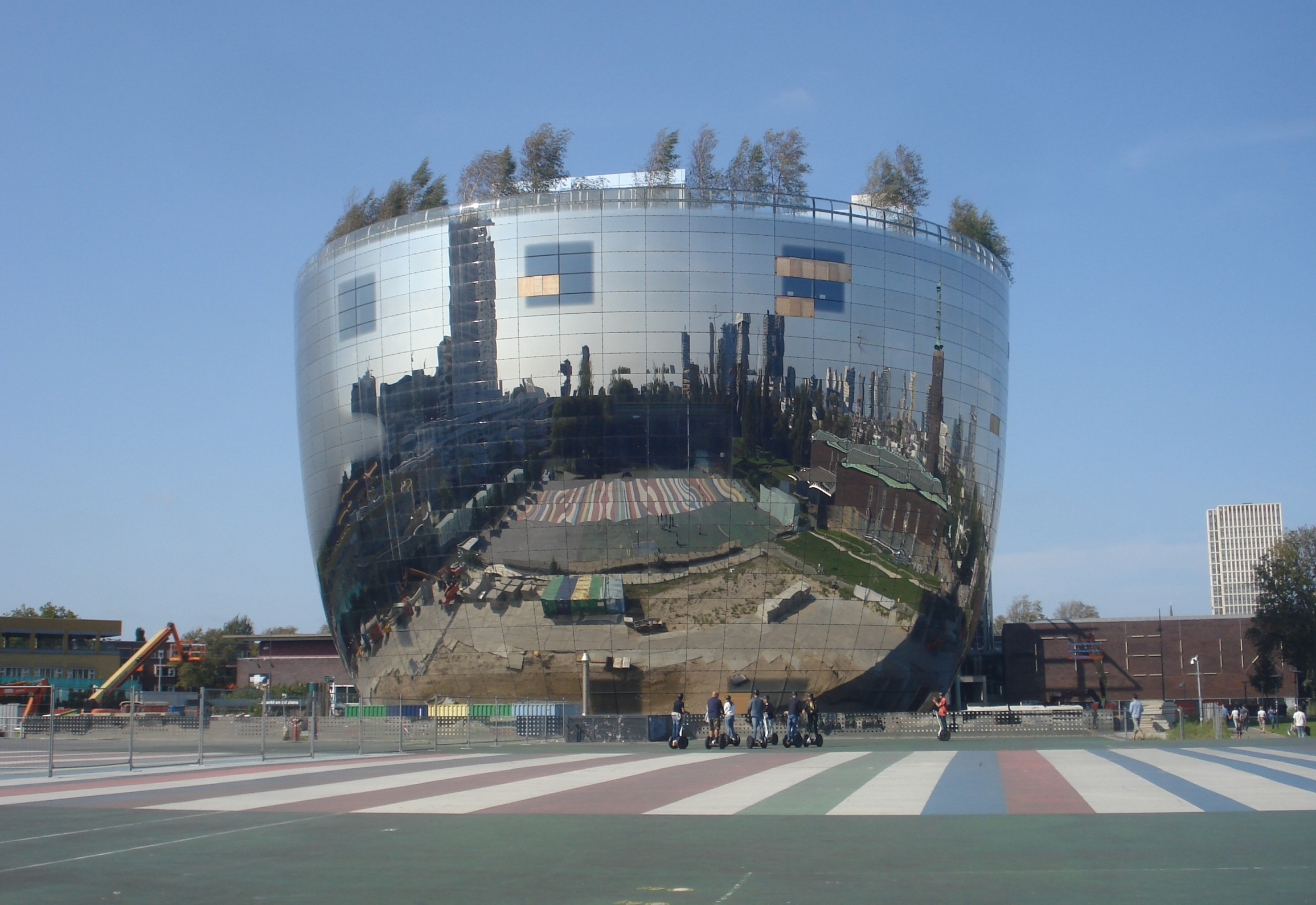
Depot Boijmans Van Beuningen invigdes 2021 och ritades av arkitektfirman MVRDV.

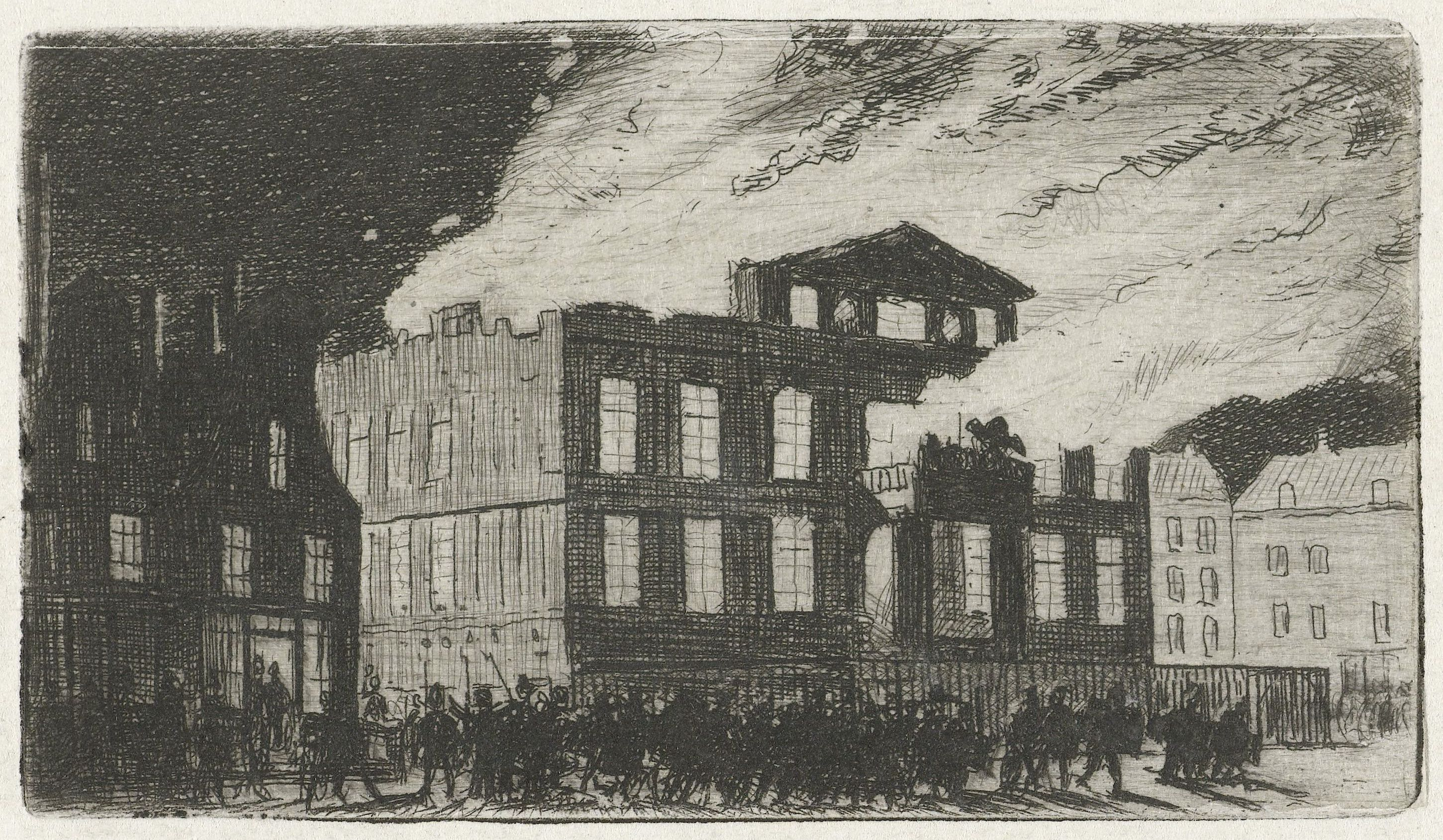
1864 år brand av dåvarande Museum Boymans.

Museum Boijmans Van Beuningen är ett kommunalt konstmuseum i Rotterdam i Nederländerna. 

## Historik
Det inrättades 1849 som Museum Boymans, uppkallat efter Frans Jacob Otto Boijmans(en) som testamenterat sin konstsamling till staden Rotterdam efter att Utrecht avböjt erbjudandet. En stor brand förstörde över hälften av museets samling 1864. Det ändrade namn till Museum Boymans–Van Beuningen efter en stor donation genom affärsmannen Daniël George van Beuningens(en) testamente. Från 1995 är dess namn Museum Boijmans Van Beuningen.

## Museibyggnader
År 1935 uppfördes den nuvarande huvudbyggnaden, Van der Steurgebouw, namngiven efter arkitekten Ad van der Steur(en). Utställningsflygeln tillkom 1972 efter  Alexander Bodons(en) ritningar och Paviljongen ritades 1991 av arkitekten Hubert-Jan Henket(en). År 2021 invigde kung Willem-Alexander det 35 meter höga, cirkelformade och glasfasadbeklädda Depot Boijmans Van Beuningen som utgör museets magasin och som i stor utsträckning är tillgänglig för besökare. Byggnaden är ritad av arkitektfirman MVRDV.

## Samlingen
Museets samling innehåller västerländsk konst från medeltiden och fram till idag. Där finns konstverk av mästare från medeltiden och renässansen såsom Jan van Eyck, Fra Angelico, Hieronymus Bosch och Pieter Bruegel den äldre samt Tizian. Barocken är representerad genom Rembrandt, Peter Paul Rubens och Anthonis van Dyck. Den impressionistiska samlingen innehåller verk av ledande konstnärer som Claude Monet, Paul Cézanne, Camille Pissarro, Auguste Renoir, Edgar Degas och Vincent van Gogh. Expressionismen representeras av Vasilij Kandinskij, Alexej von Jawlensky, Oskar Kokoschka, Kees van Dongen, Edvard Munch och Max Beckmann. Den surrealistiska samlingen, en av de största i Europa, innehåller verk av Salvador Dalí, René Magritte och Max Ernst. Samtidskonsten är representerad av rörelser som Cobra, minimalism och popkonst samt konstnärer som Matthew Barney, Maurizio Cattelan, Olafur Eliasson, Claes Oldenburg och Pipilotti Rist.
Museet har även en stor samling av konsthantverk och design, från keramik och glas till möbler av Gerrit Rietveld och samtida nederländsk formgivning. Även nordisk formgivning är representerad med verk av bland annat Alvar Aalto, Kaj Franck, Simon Gate, Edward Hald, Wilhelm Kåge, Stig Lindberg, Timo Sarpaneva och Tapio Wirkkala. 

### Kronologiskt urval ur samlingen
Se även alfabetisk lista.

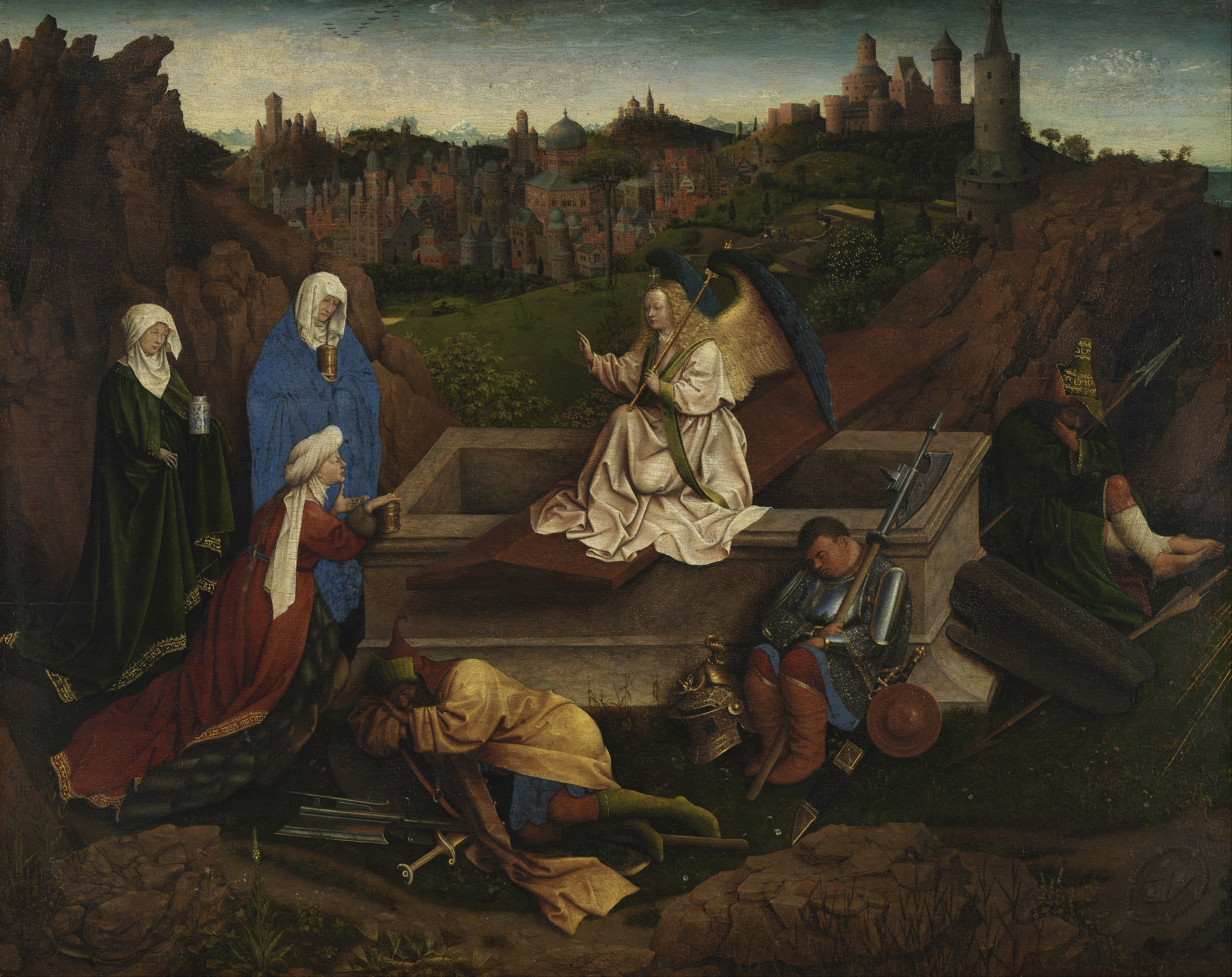
De tre mariorna vid graven av Jan van Eyck (cirka 1430).
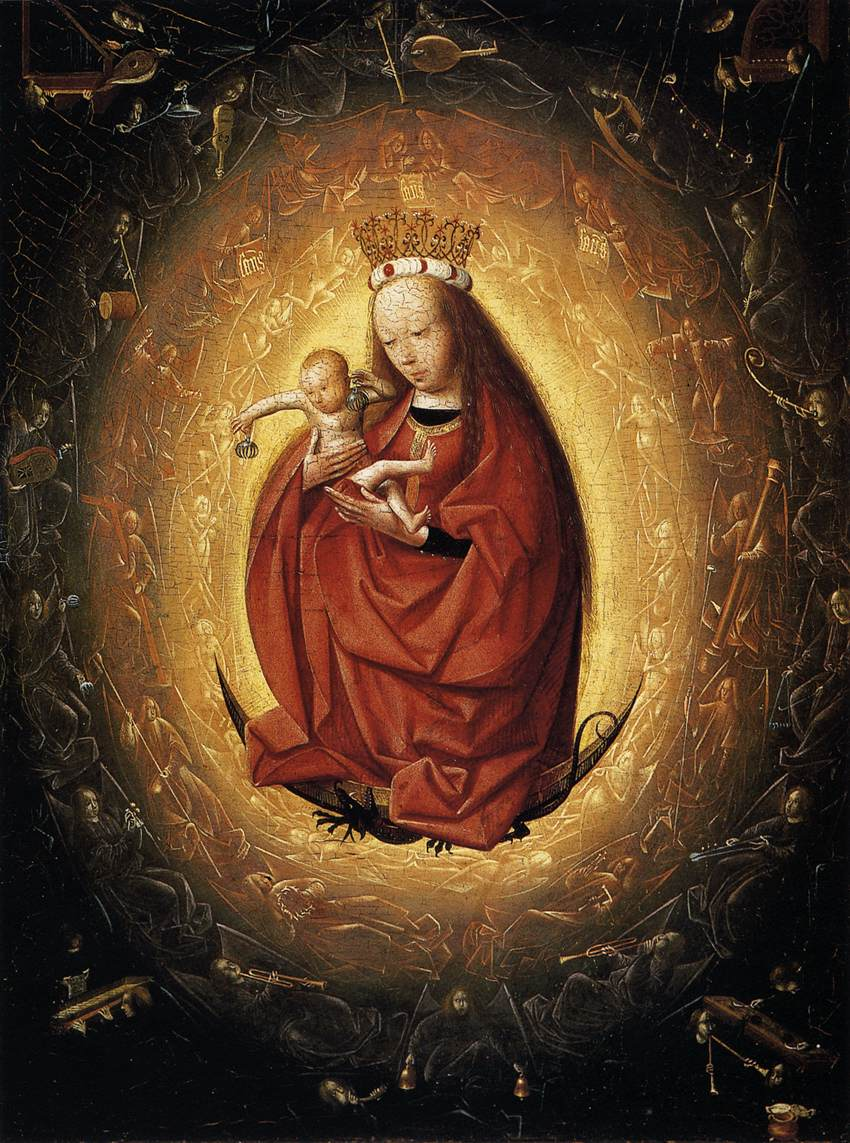
Jungfru Marie förhärligande av Geertgen tot Sint Jans (1490-talet).
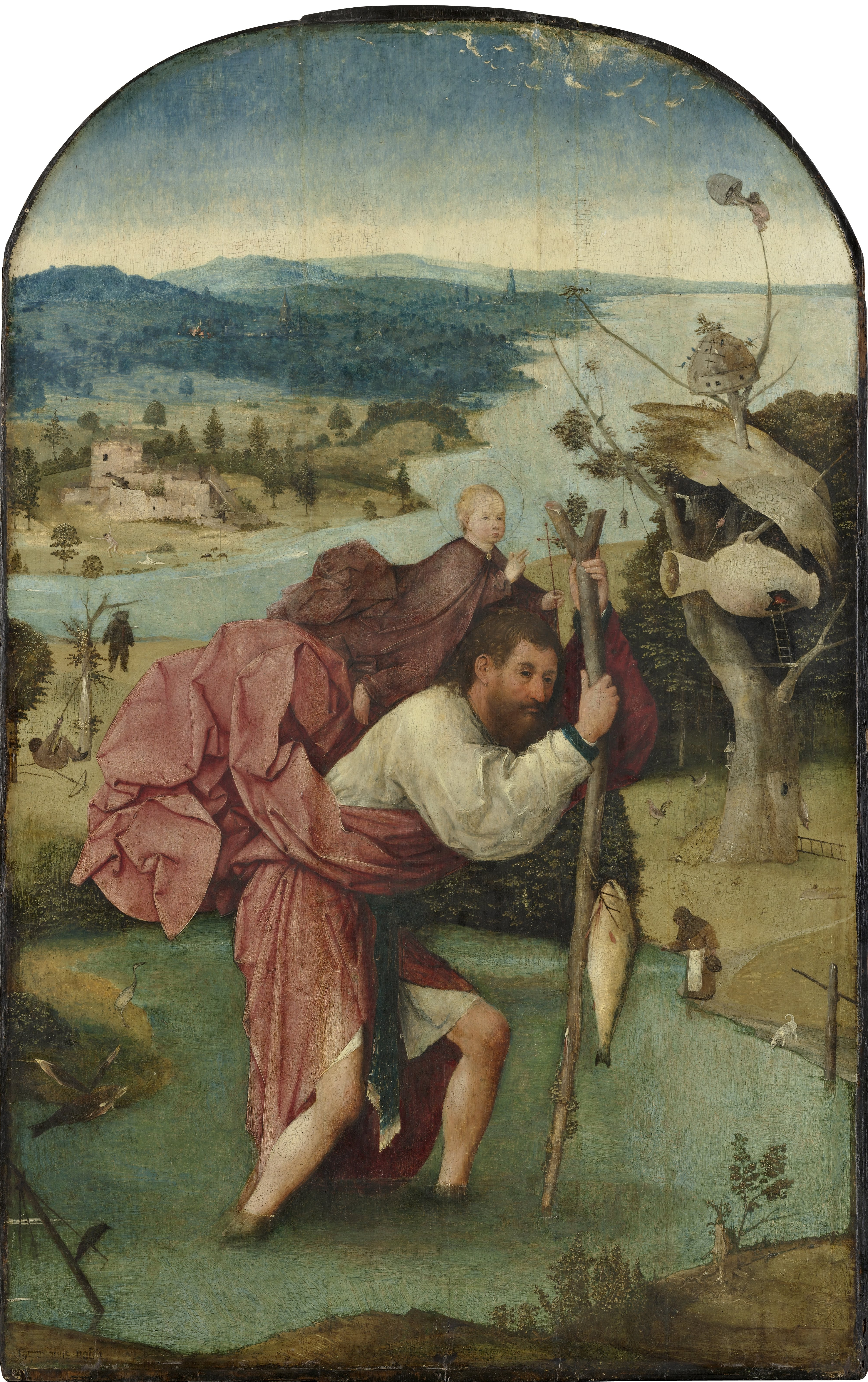
Den helige Kristoffer bärande Jesusbarnet av Hieronymus Bosch (cirka 1500).
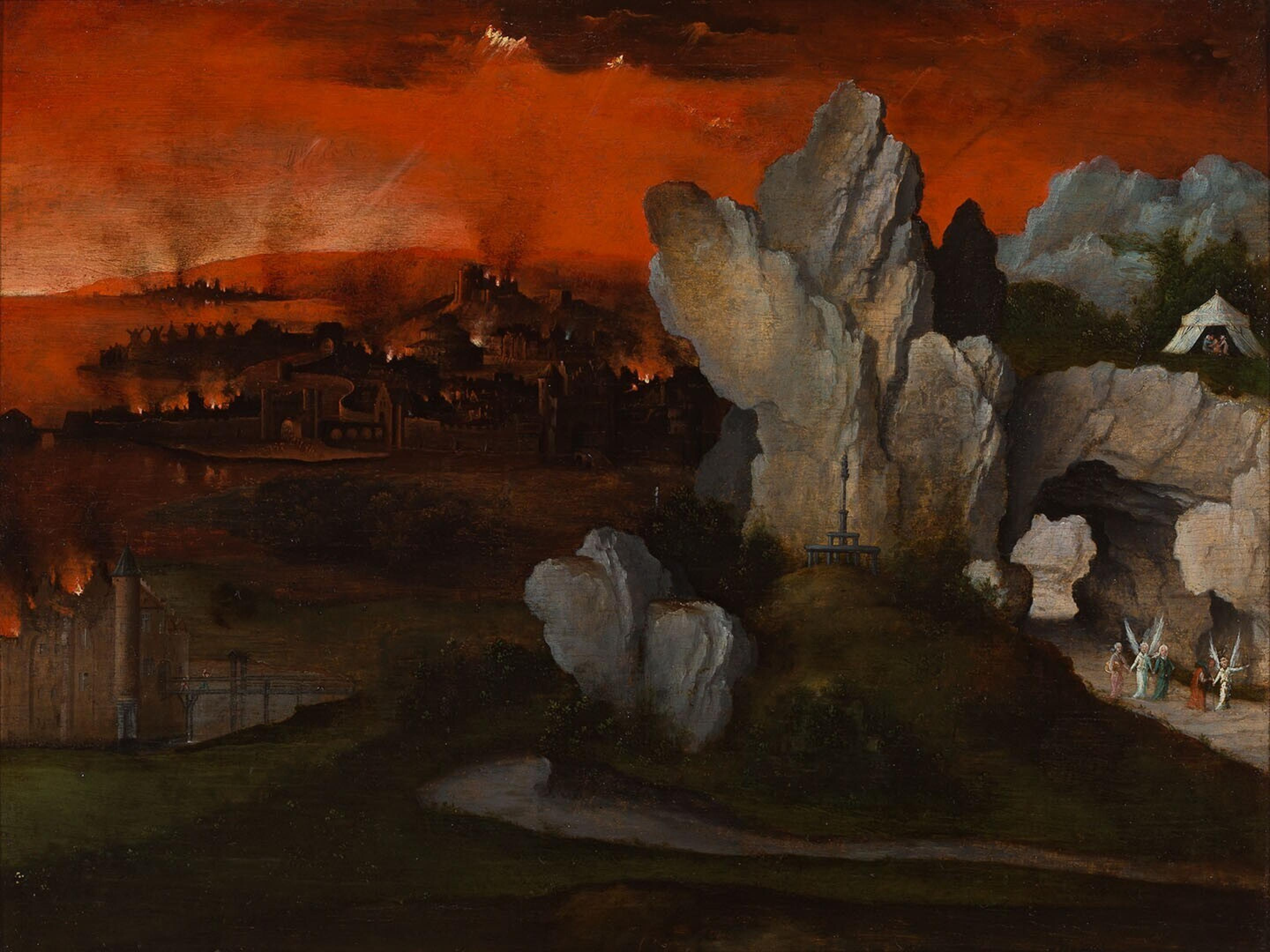
Landskap med Förstörelsen av Sodom och Gomorra av Joachim Patinir (cirka 1520).
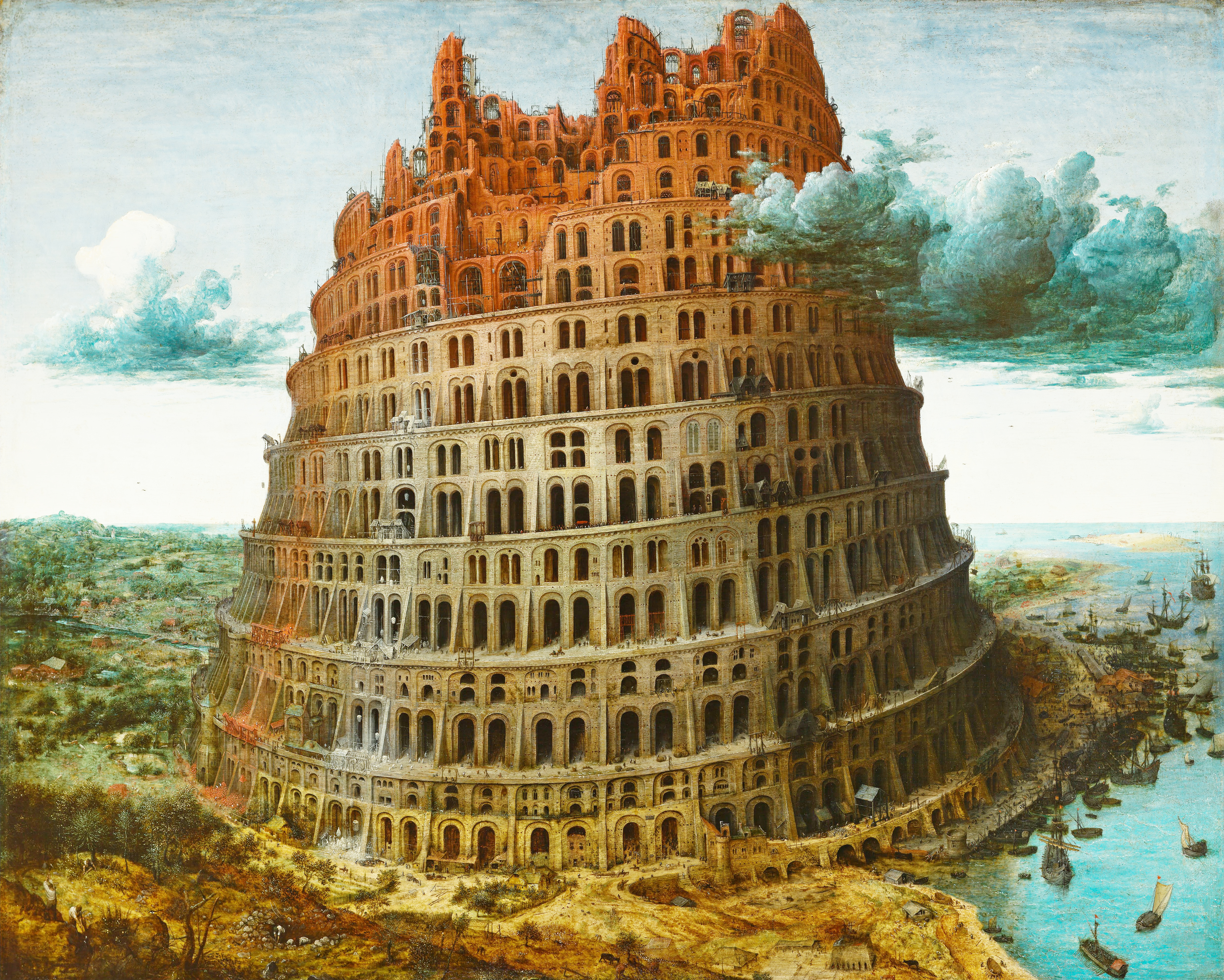
Babels torn av Pieter Bruegel den äldre (cirka 1568).
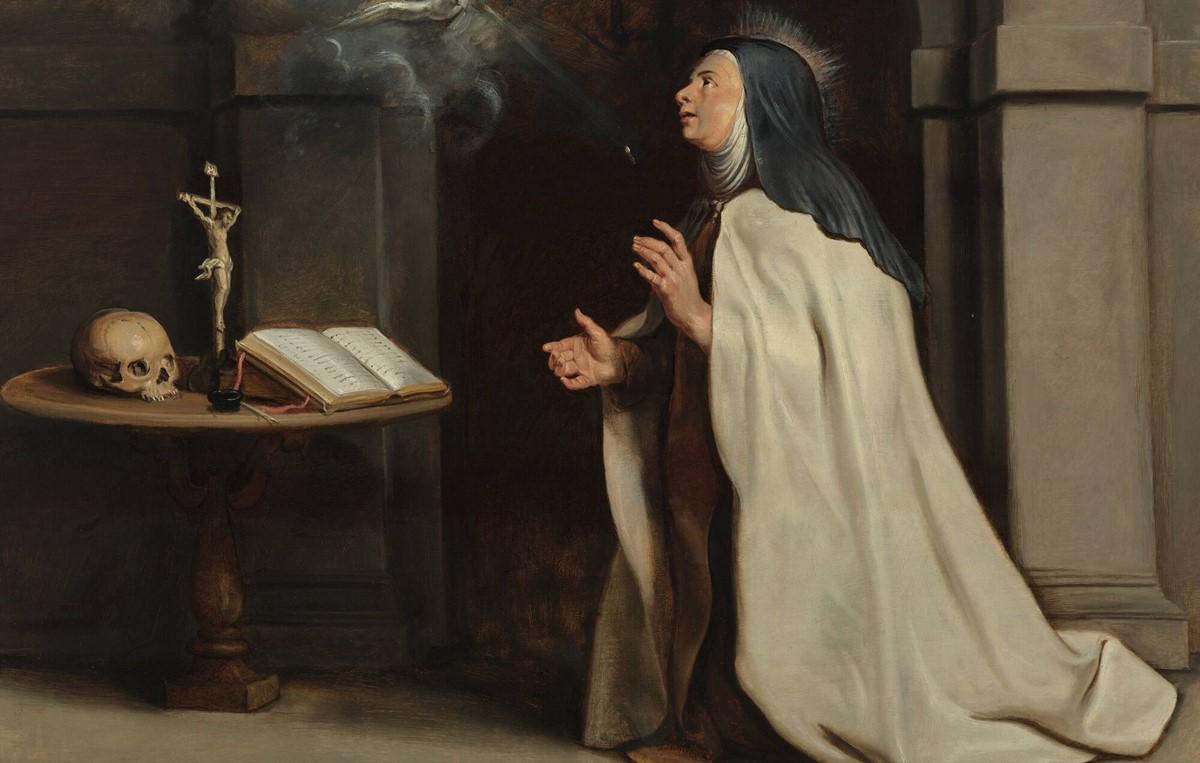
Teresa av Ávila av Peter Paul Rubens (1612–1614).
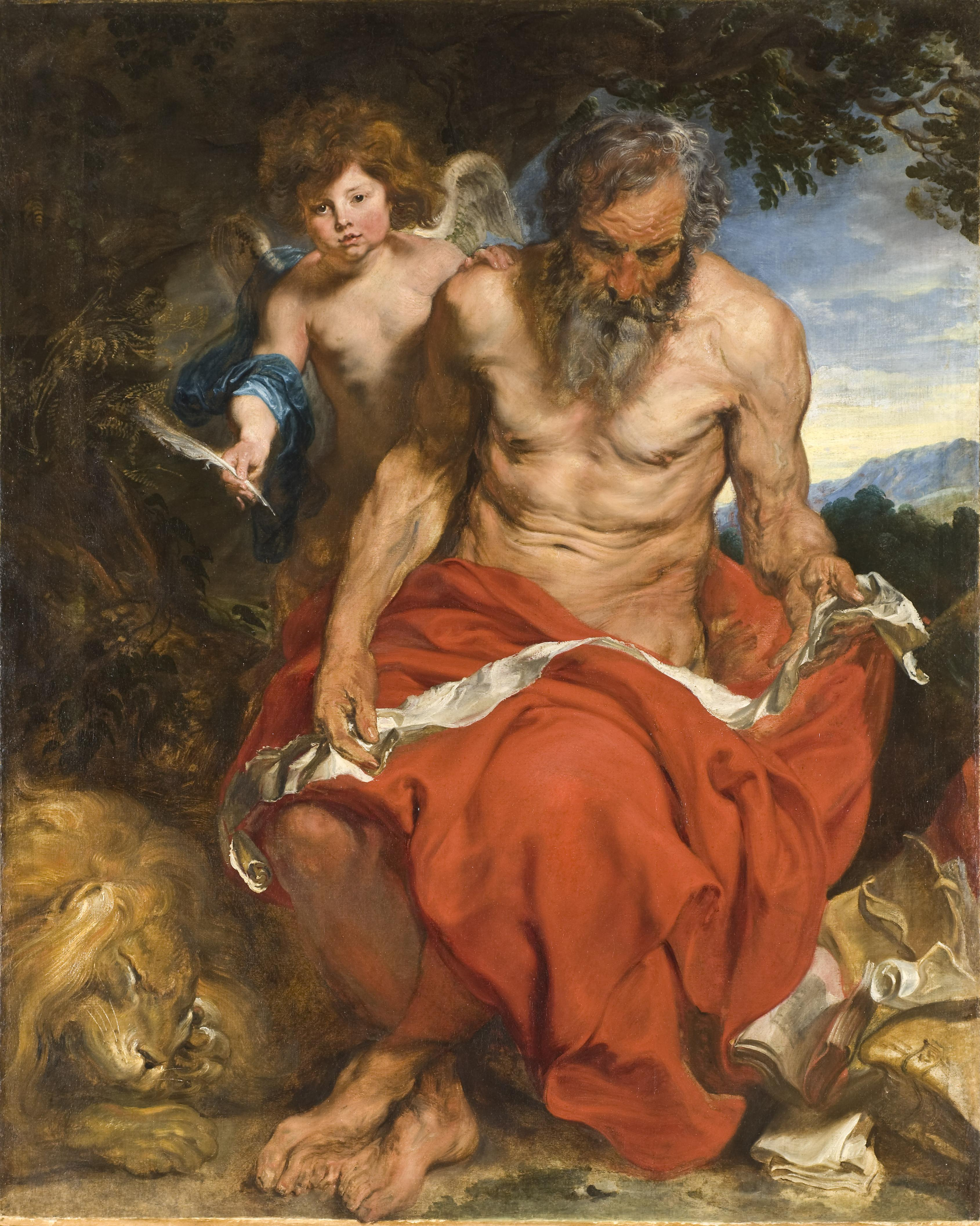
Den helige Hieronymus av Anthonis van Dyck (cirka 1620).
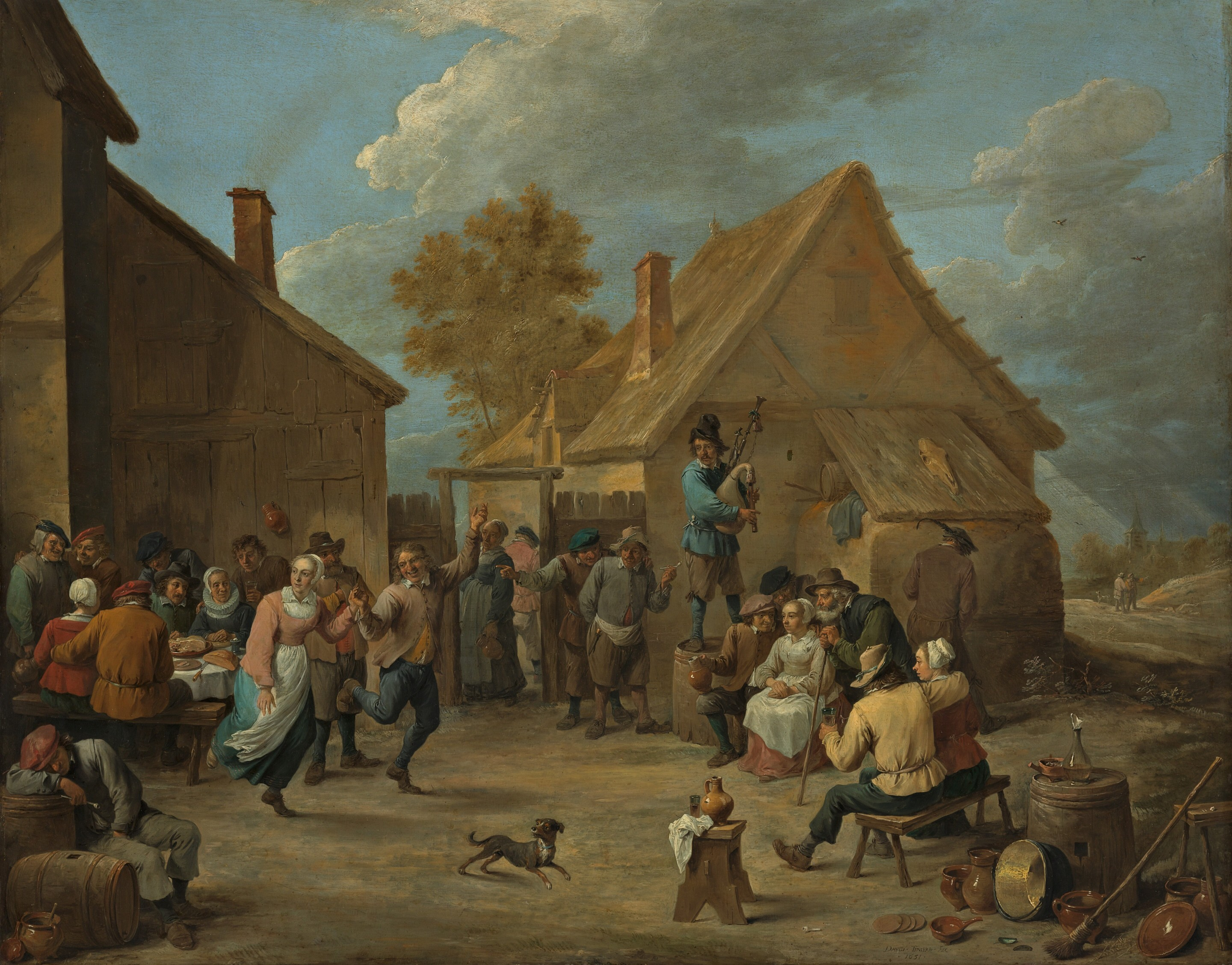
Byfest av David Teniers den yngre (1651).
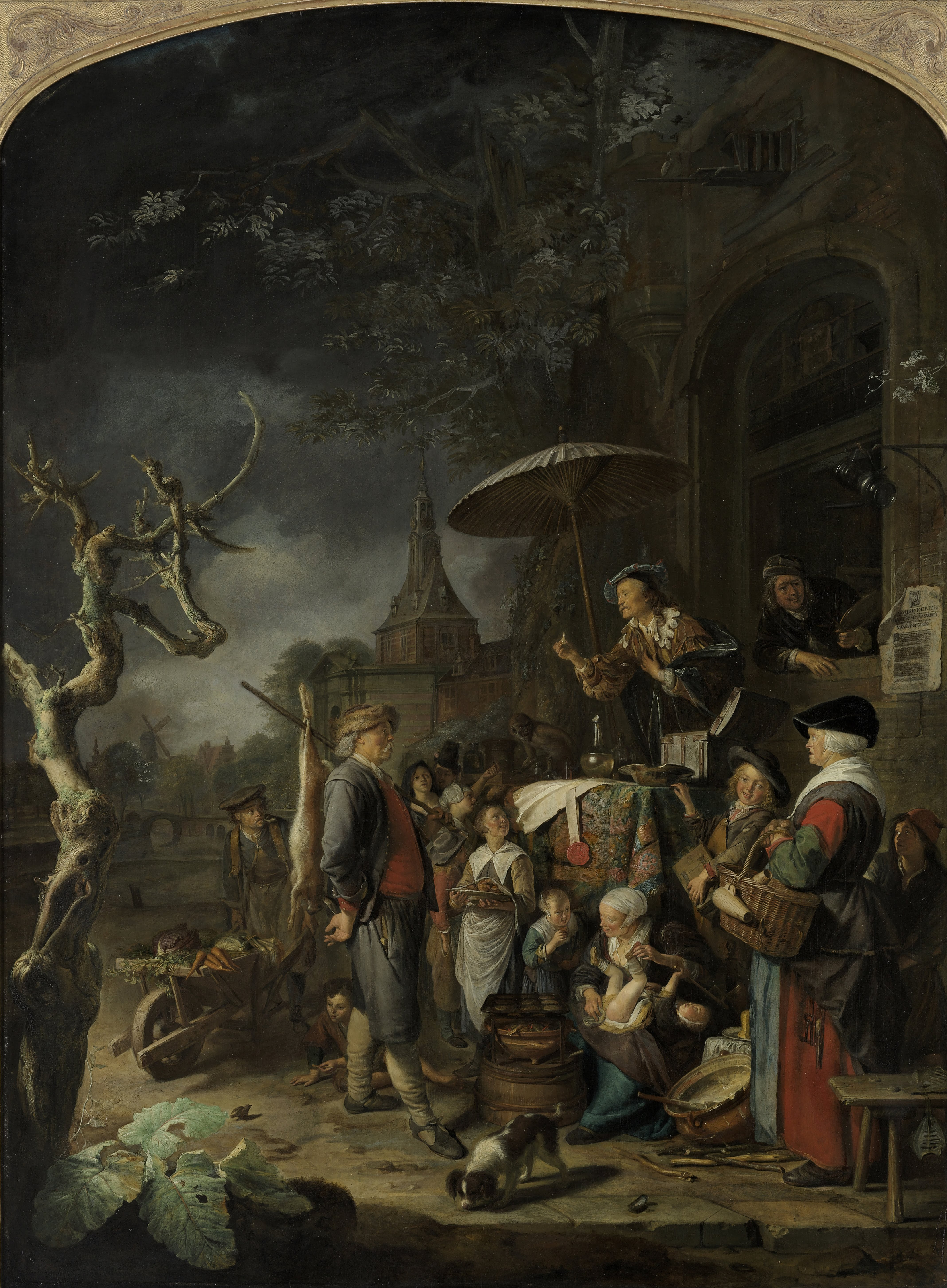
Kvacksalvaren av Gerard Dou (1652).
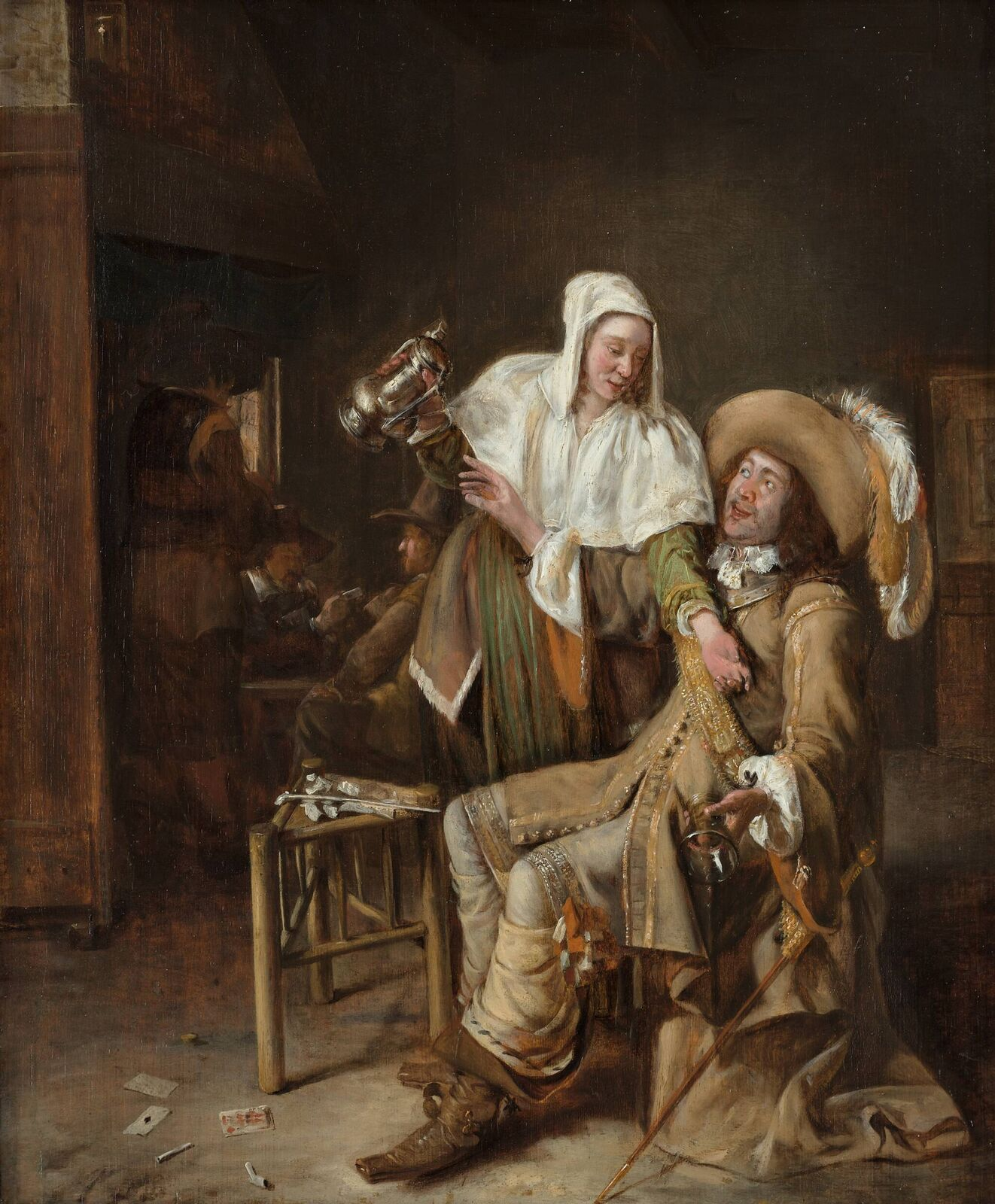
Det tomma glaset av Pieter de Hooch (cirka 1652).
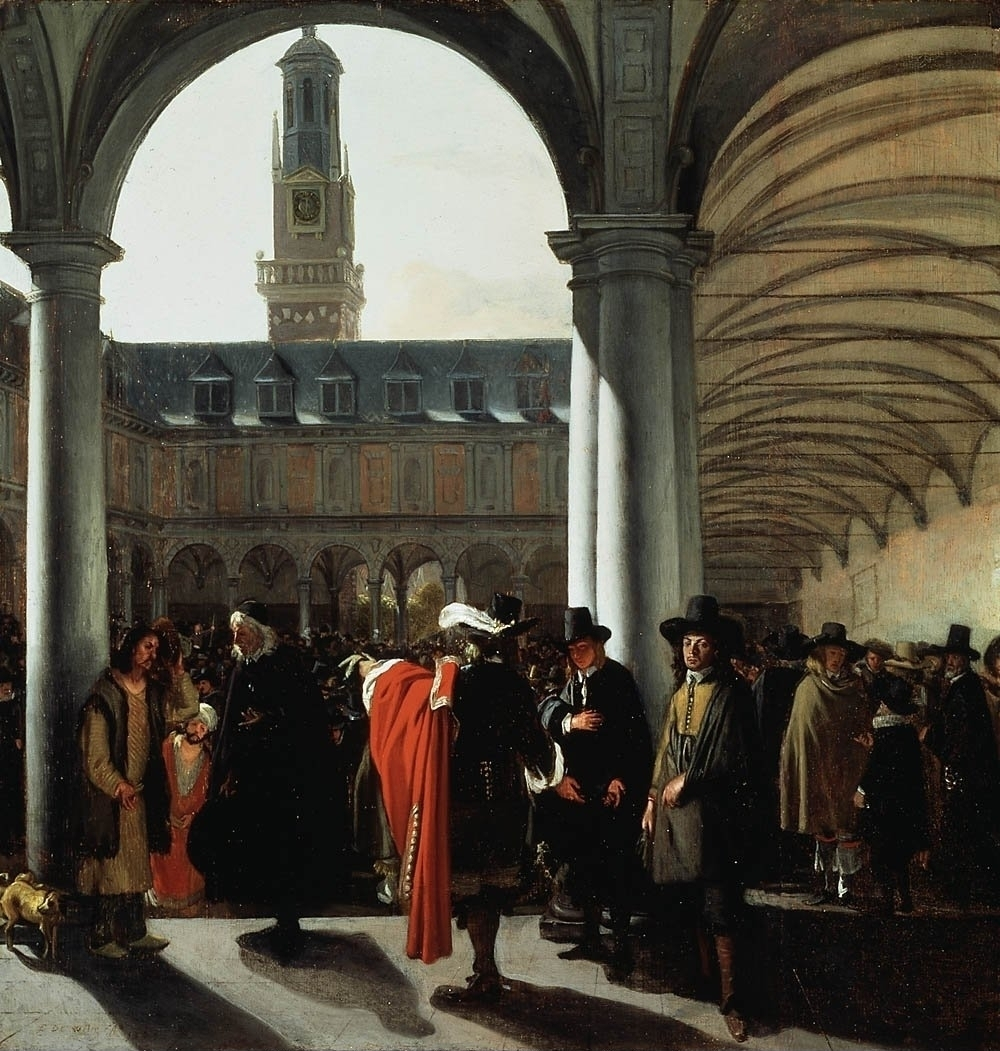
Borggården vid Börsen i Amsterdam av Emanuel de Witte (1653).
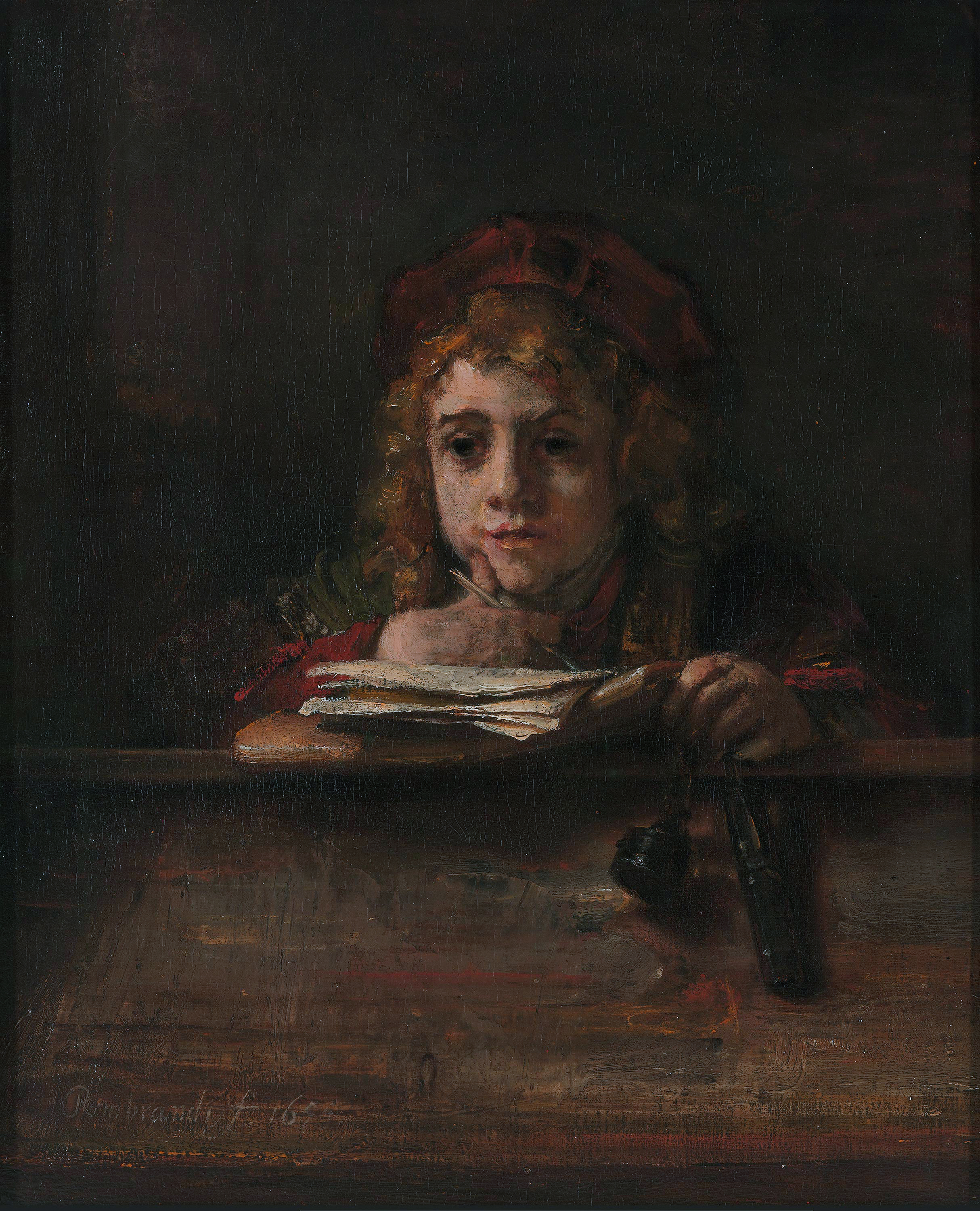
Titus vid sin bänk av Rembrandt (1655).
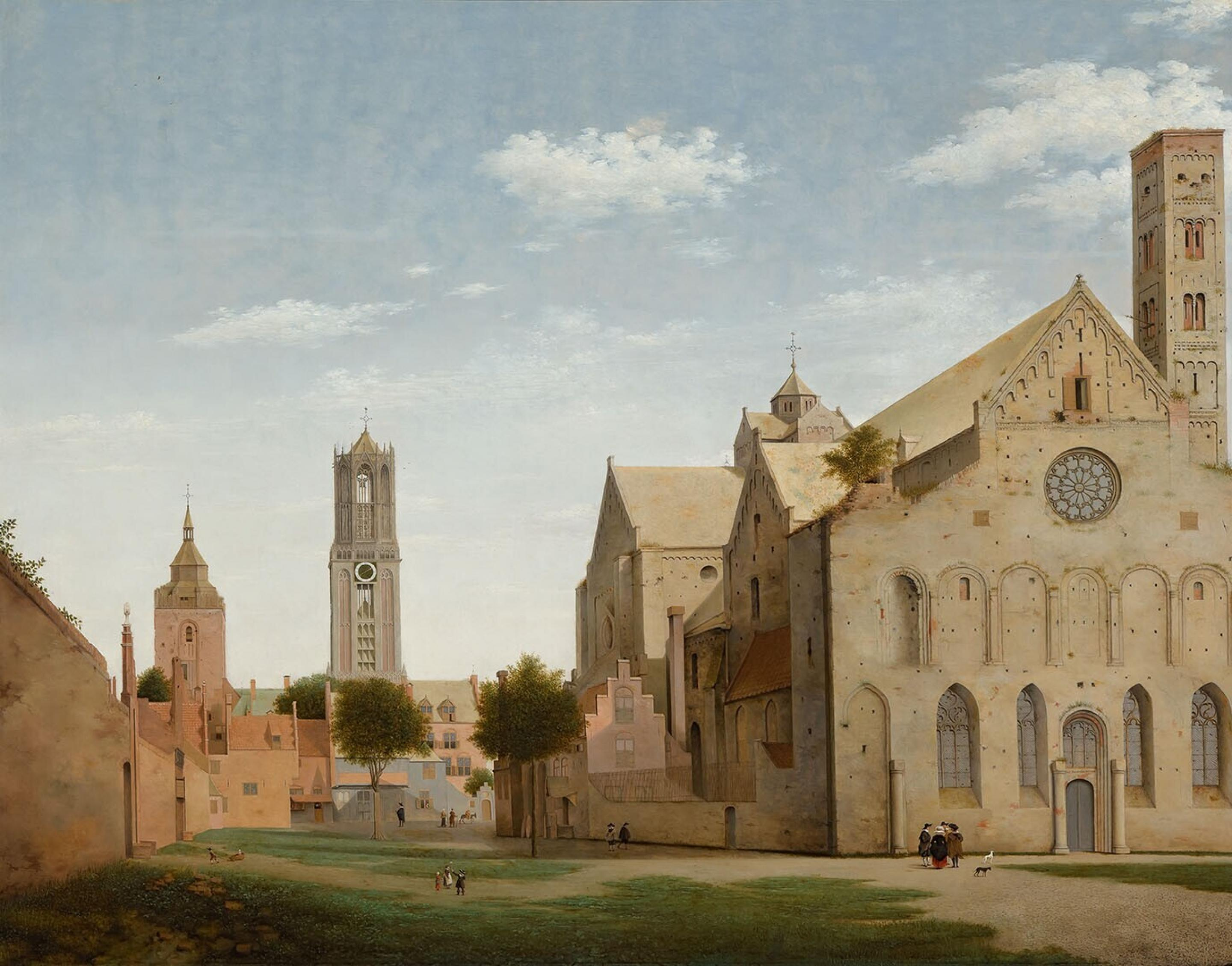
Vy över Mariatorget och Mariakyrkan i Utrecht av Pieter Saenredam (1662).
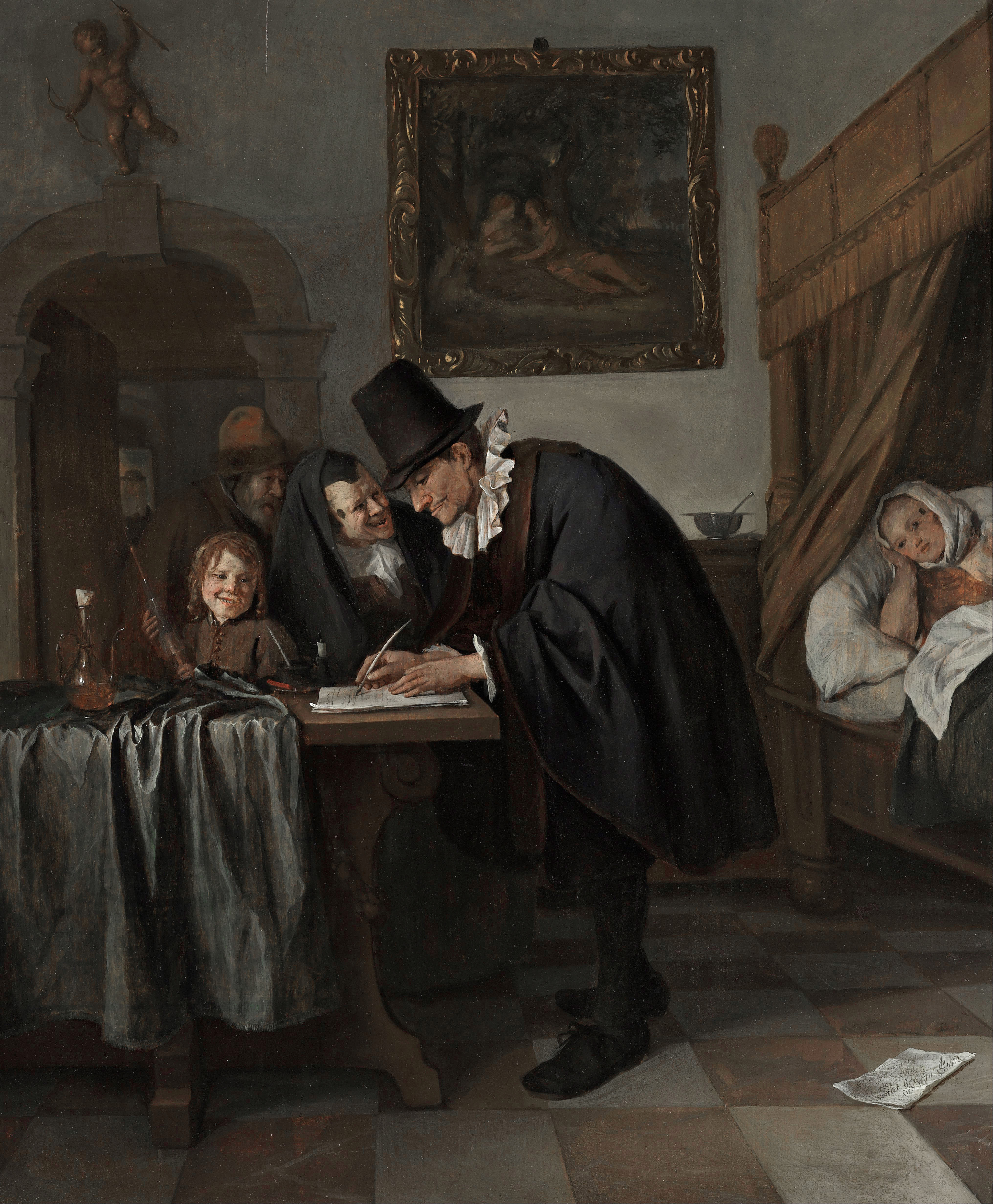
Doktorsbesök av Jan Steen (cirka 1665).
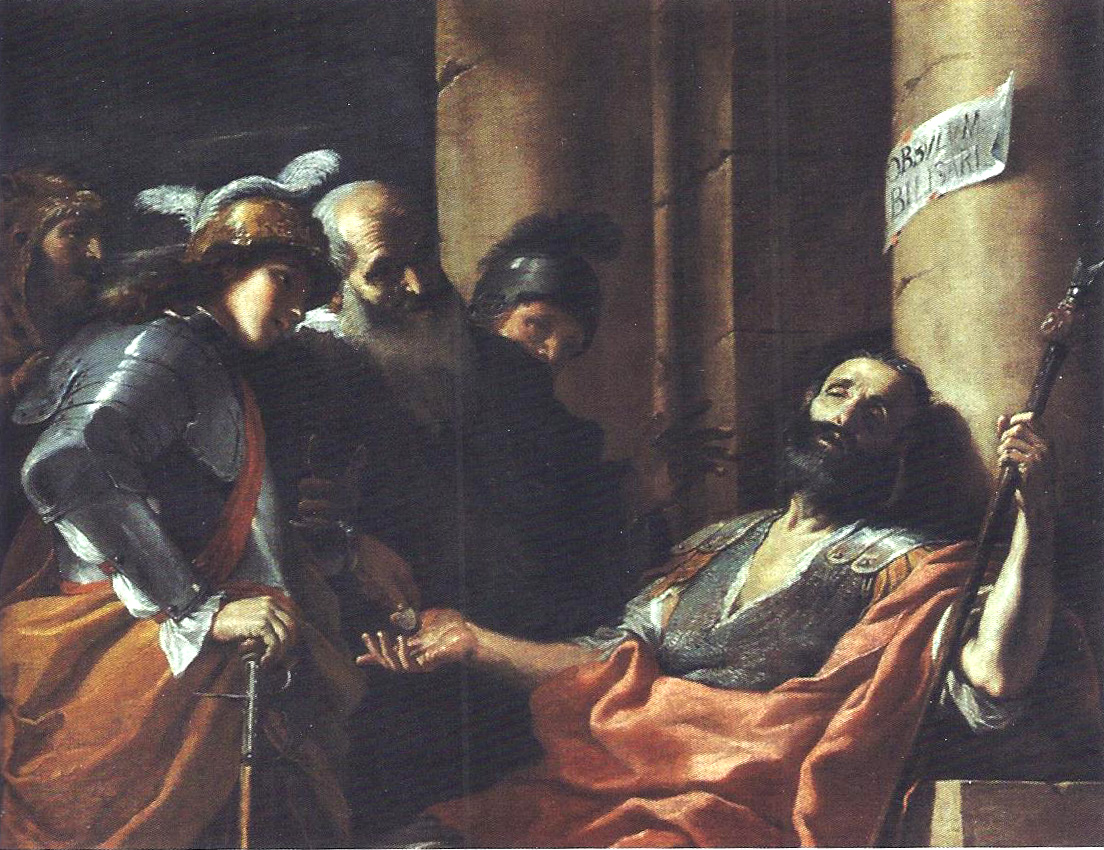
Belisarius tigger om allmosor av Mattia Preti (cirka 1669).
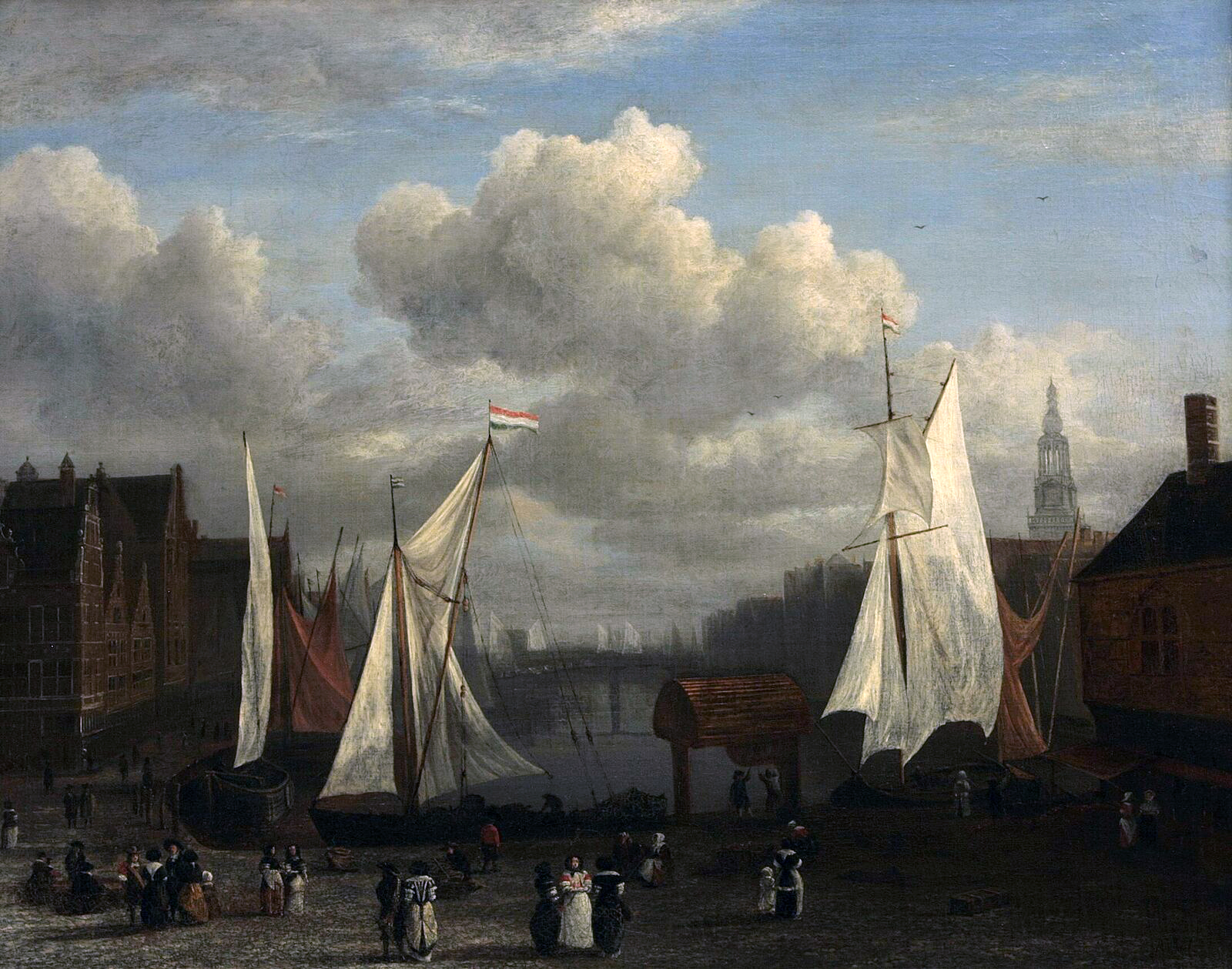
Vy över Damrak i Amsterdam av Jacob van Ruisdael (cirka 1670).
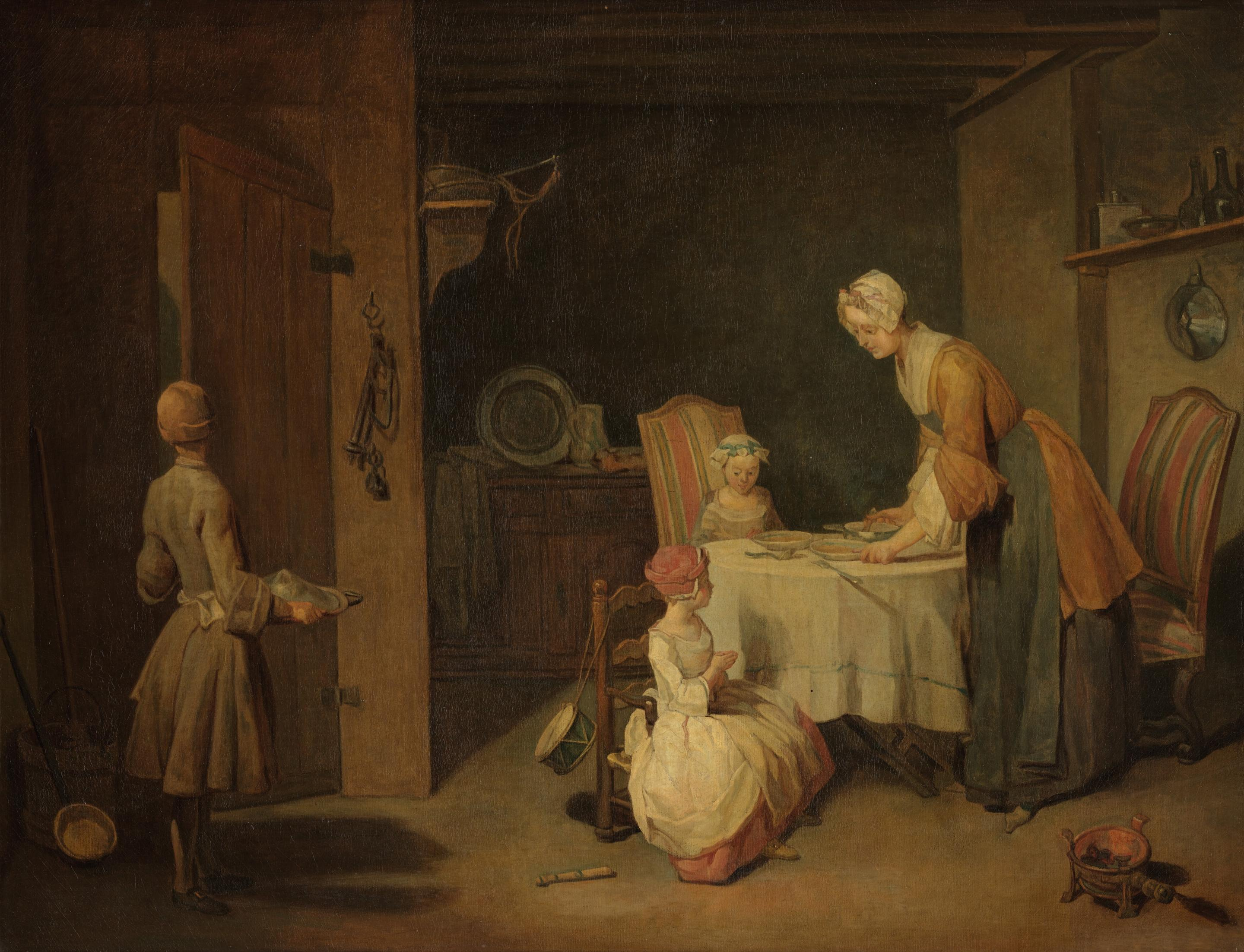
Bordsbönen av Jean-Baptiste-Siméon Chardin (1761).
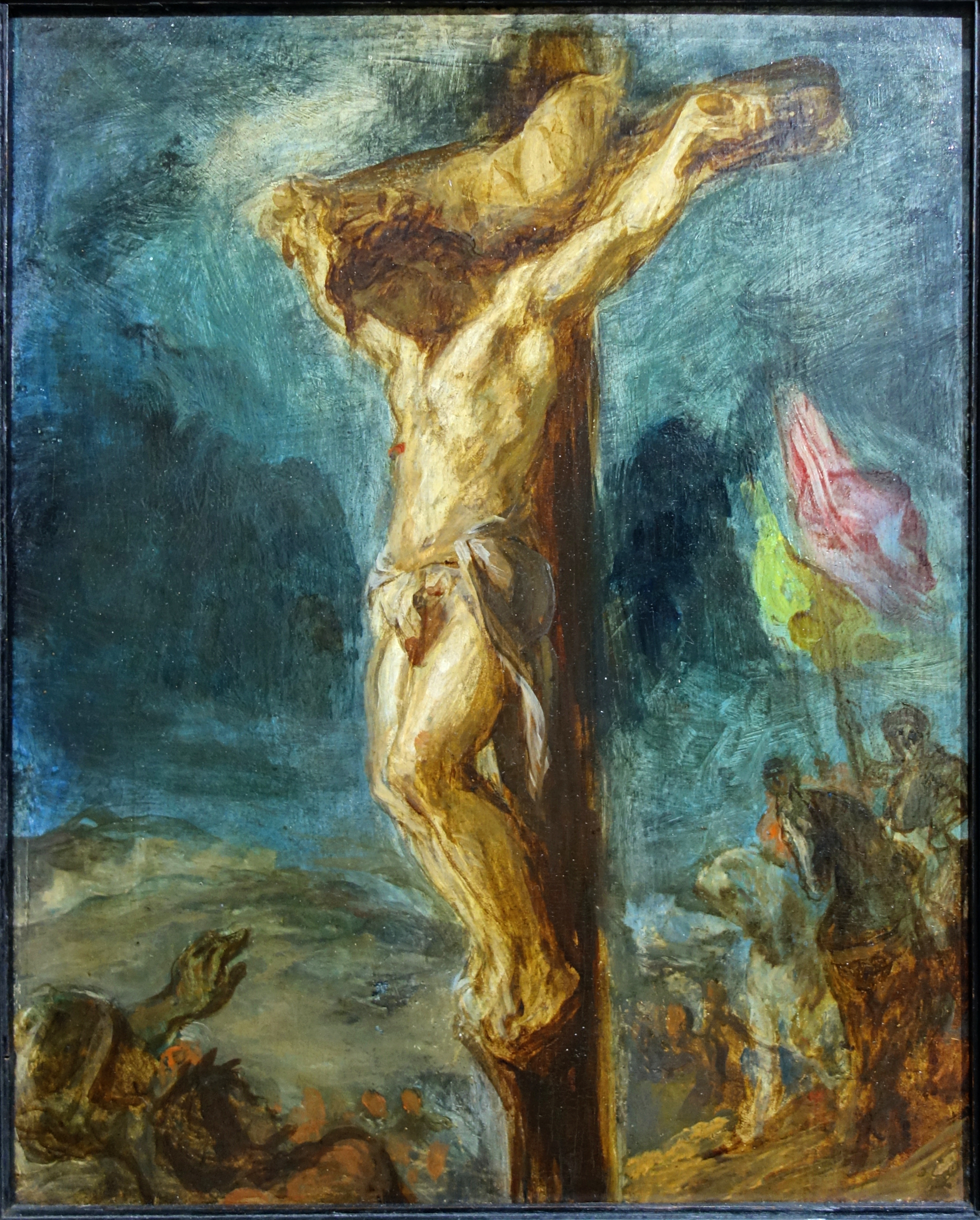
Korsfästelsen av Eugène Delacroix (1846).
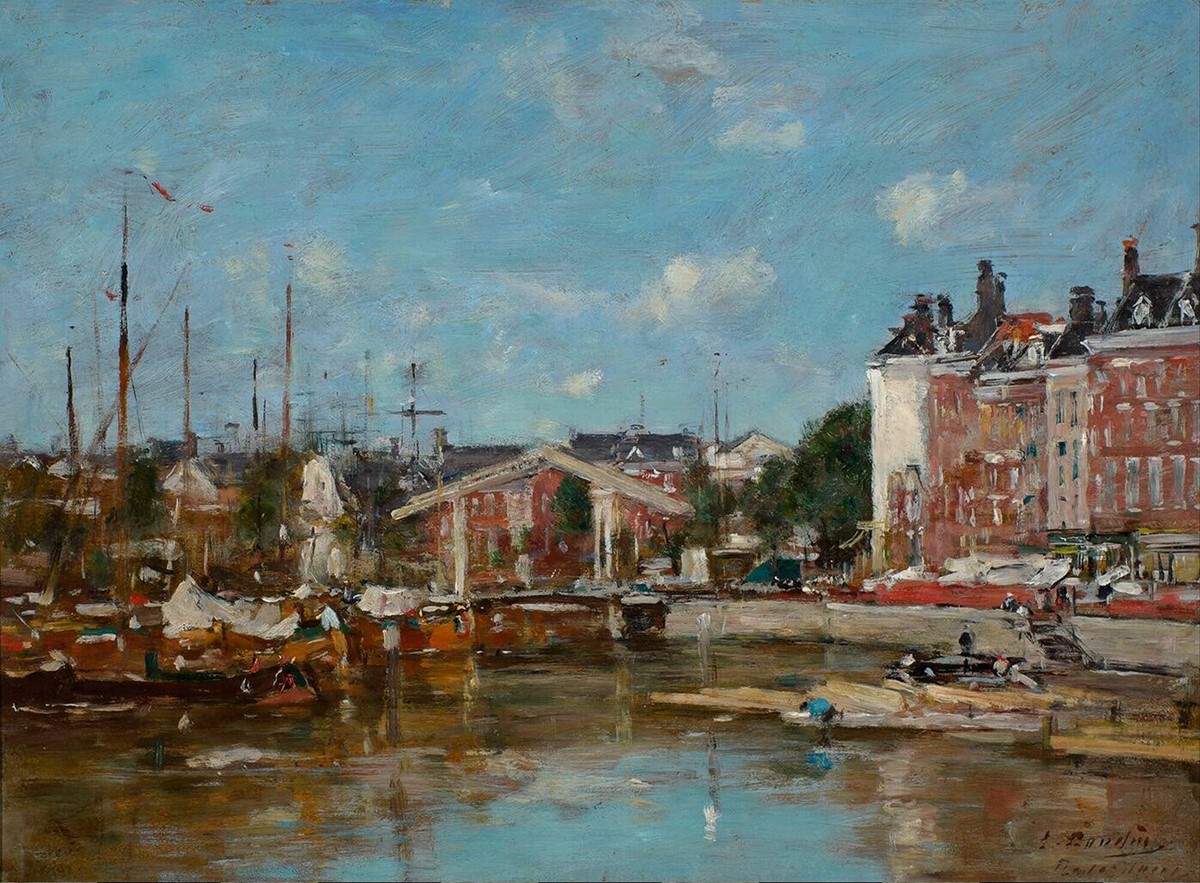
Leuvehaven in Rotterdam av Eugène Boudin (1876–1880).
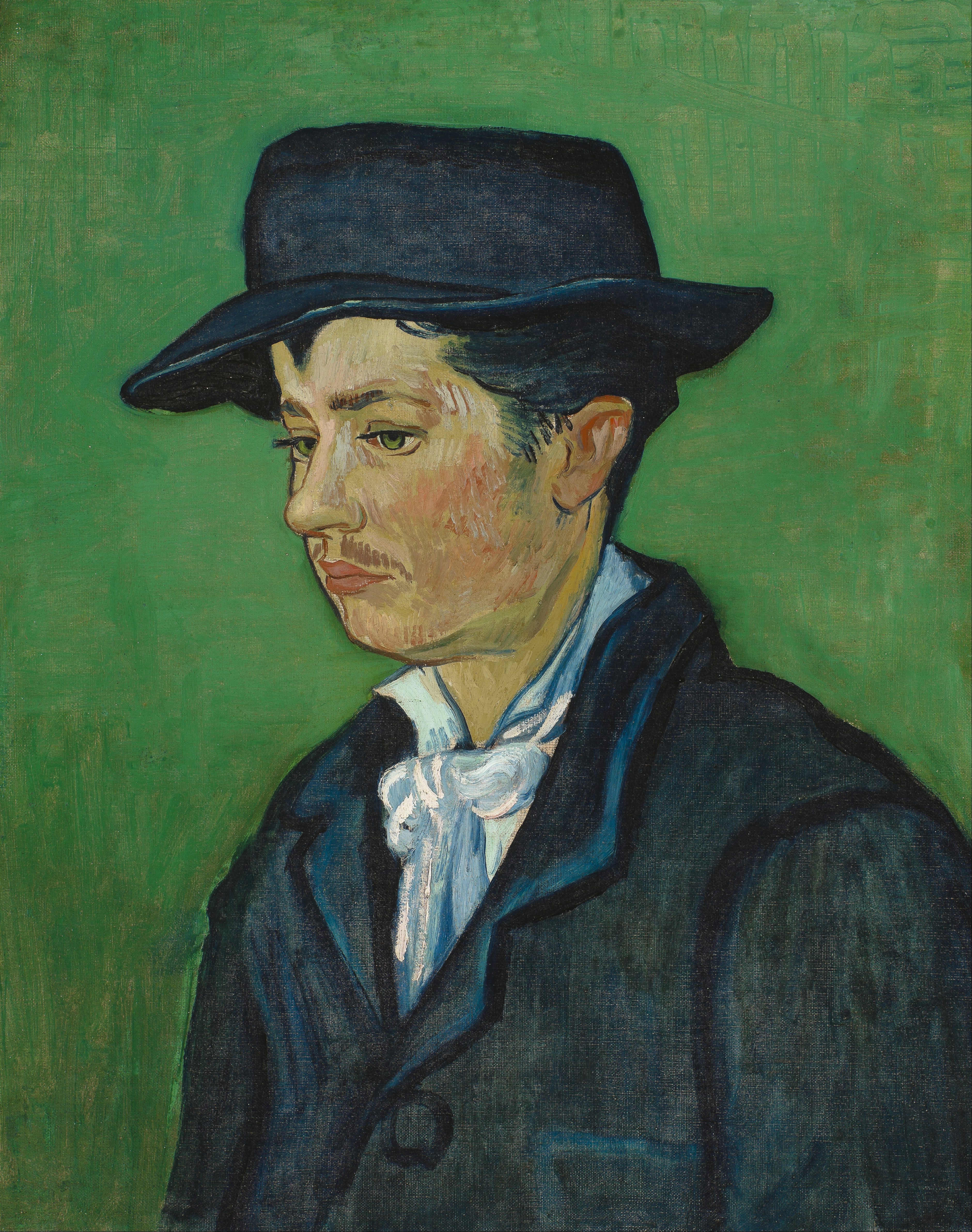
Porträtt av Armand Roulin av Vincent van Gogh (1888).
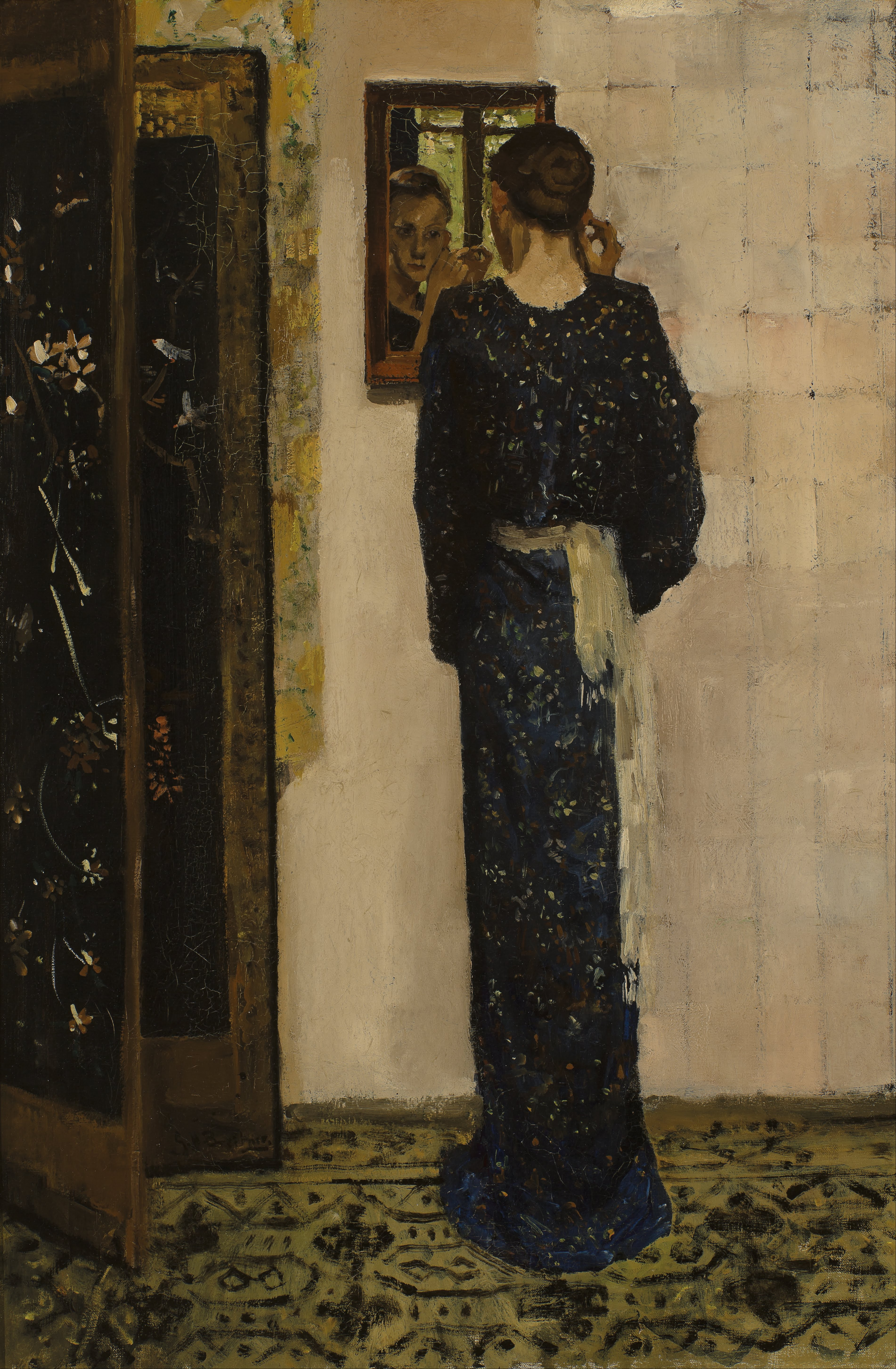
Örhänget av George Hendrik Breitner (1893).
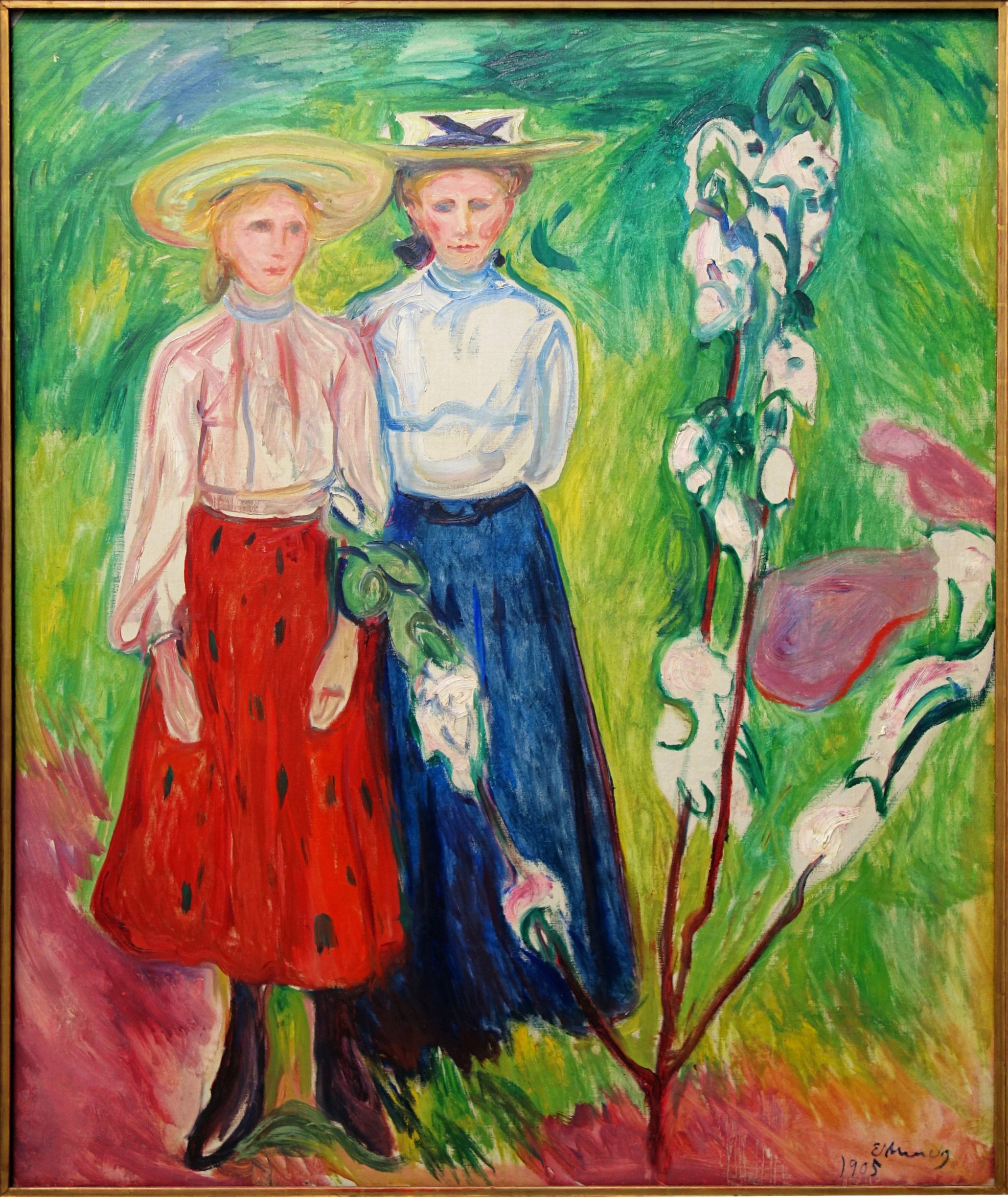
Två flickor vid ett äppelträd av Edvard Munch (1905).
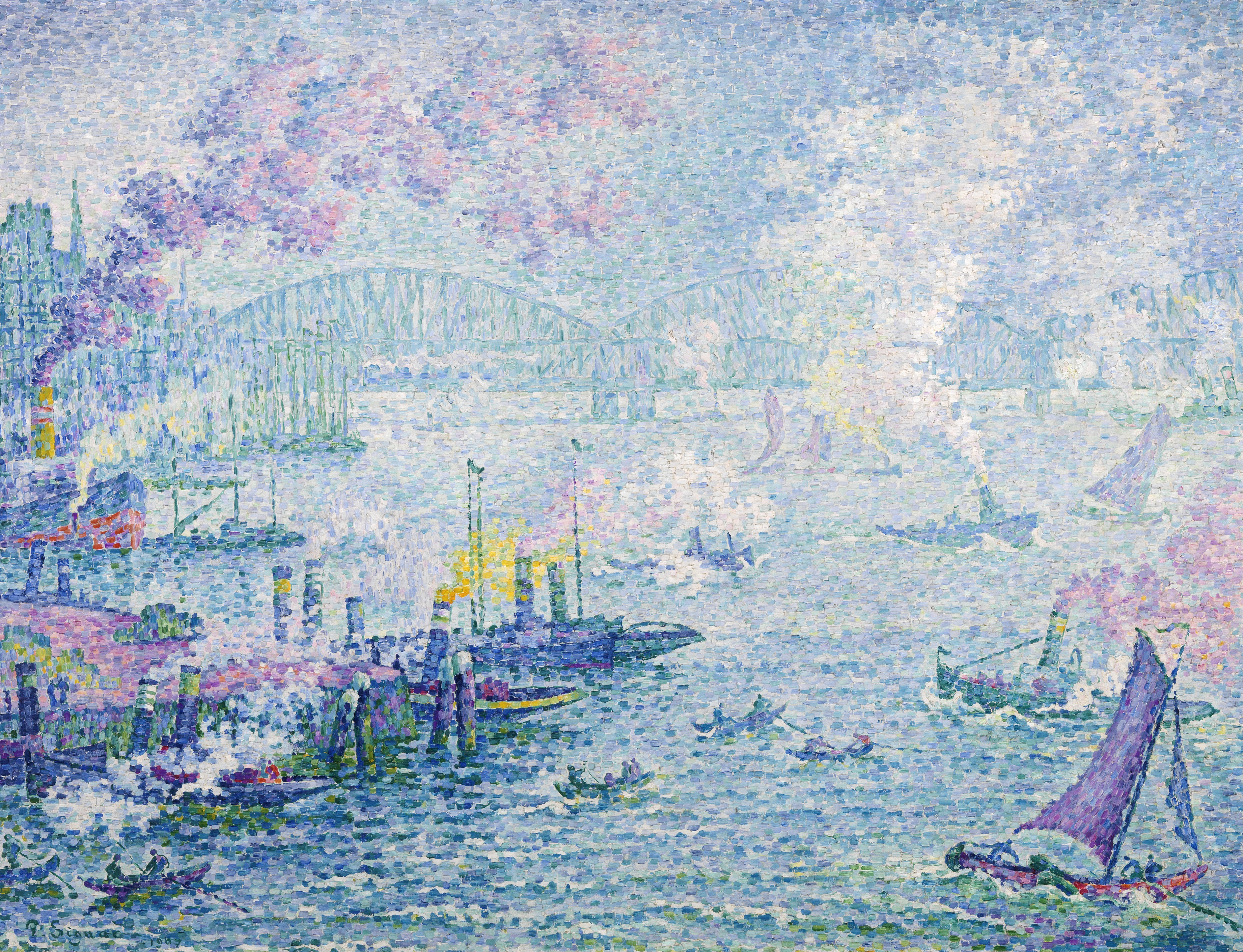
Rotterdams hamn av Paul Signac (1907).
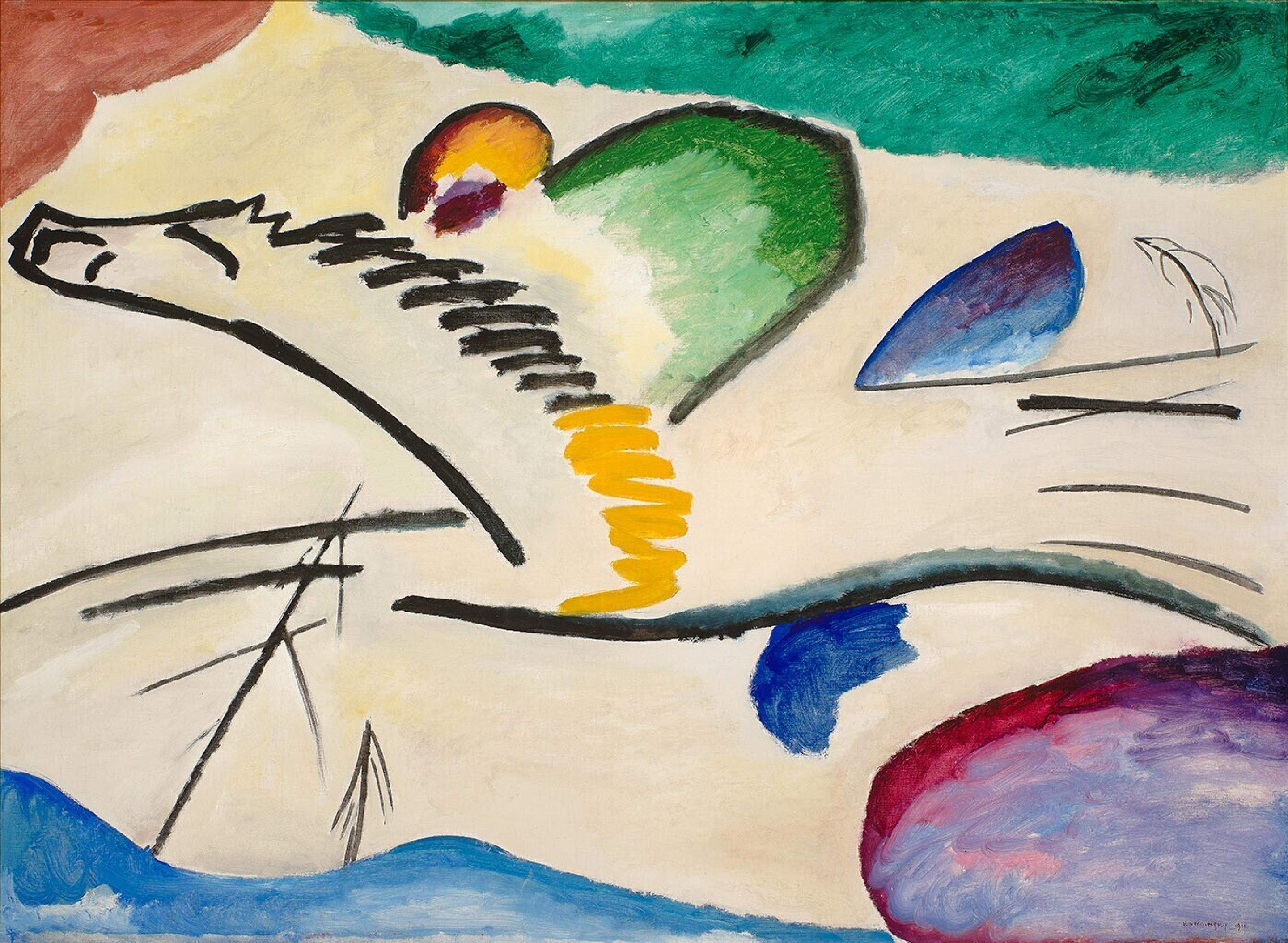
Lyrisk av Vasilij Kandinskij (1911).